# مئومتو دوم

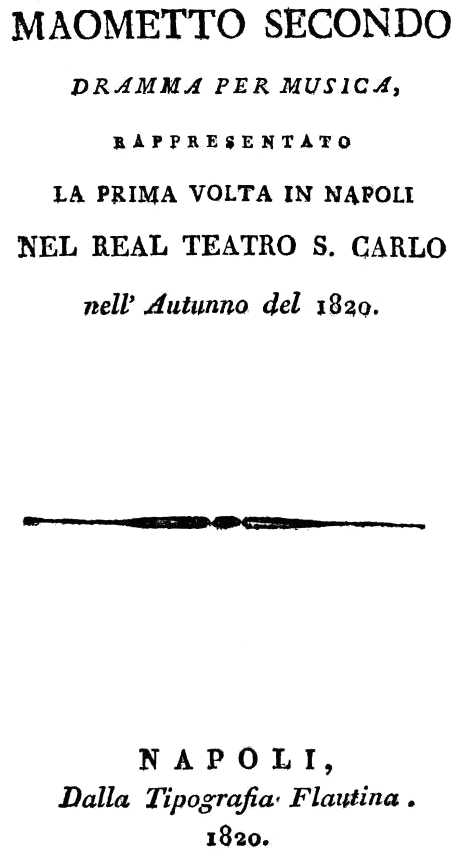
جلد روی اپرانامه مئومتو دوم

مئومتو دوم یا Maometto II یک اپرا در دو پرده می‌باشد که در سال ۱۸۲۰ توسط جواکینو روسینی از روی یک اپرانامه ایتالیایی نوشته سزار دلا واله اجرا شد.
نام این اپرا به تلفظ ایتالیایی نام محمد دوم، پادشاه عثمانی که بین سال‌های ۱۴۳۲ تا ۱۴۸۱ زندگی می‌کرده اشاره دارد.